# Gugești (okręg Vaslui)
Gugești – wieś w Rumunii, w okręgu Vaslui, w gminie Boțești. W 2011 roku liczyła 1044 mieszkańców.